# Glaciar Pasterze

O Glaciar Pasterze é um glaciar da Áustria com cerca de 8,4 km de comprimento, o que o torna no mais longo do país e dos Alpes Orientais. Vai dos 3453 metros no pico Johannisberg aos 2100 m de altitude e fica na cordilheira Hohe Tauern na Caríntia, diretamente debaixo da montanha mais alta da Áustria, o Grossglockner. 

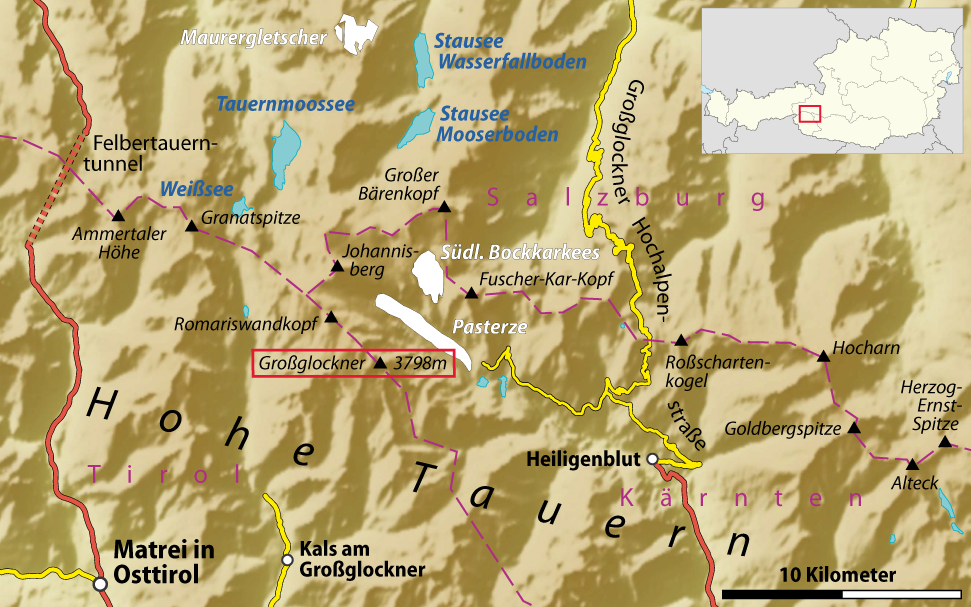
Mapa com a localização do glaciar Pasterze na encosta do Grossglockner

O Pasterze é acessível pela caminho do Grossglockner e por funicular.
O comprimento do glaciar reduz-se cada ano em 10 m.